# La Encantada, El Moral y Los Torreones
La Encantada, El Moral y Los Torreones este o arie protejată (arie specială de conservare — SAC, sit de importanță comunitară — SCI) din Spania întinsă pe o suprafață de 863,88 ha, integral pe uscat.

## Localizare
Centrul sitului La Encantada, El Moral y Los Torreones este situat la coordonatele 39°01′20″N 2°47′13″W / 39.0223°N 2.7869°V.

## Înființare
Situl La Encantada, El Moral y Los Torreones a fost declarat sit de importanță comunitară în decembrie 1997 pentru a proteja 1 specie de plante și 1 specie de animale. Situl a fost protejat și ca arie specială de conservare în mai 2015.

## Biodiversitate
Situată în ecoregiunea mediteraneană, aria protejată conține 2 habitate naturale: Păduri de Quercus ilex și Quercus rotundifolia, Matorral arborescenți cu Juniperus spp..
La baza desemnării sitului se află mai multe specii protejate:
- plante (1): Sisymbrium cavanillesianum
- păsări (1): turturică (Streptopelia turtur)

Pe lângă speciile protejate, pe teritoriul sitului au mai fost identificate 5 specii de plante.